# Карл Райнер (футболіст)
Карл Райнер (нім. Karl Rainer, 1 липня 1901, Відень — 9 червня 1987, там само) — австрійський футболіст, що грав на позиції захисника. Виступав за клуб «Ферст Вієнна», а також національну збірну Австрії.
У складі «Вієнни» володар Кубка Мітропи 1931, дворазовий чемпіон Австрії і триразовий володар Кубка Австрії.

## Клубна кар'єра
У складі «Ферст Вієнни» розпочав виступи сезоні 1921–1922, зігравши чотири матчі, а уже з наступного розіграшу став незмінним гравцем основи. Понад 10 років його постійним партнером по лінії захисту був Йозеф Блум, капітан команди. Ця ж зв'язка буде регулярно використовуватися і тренерами національної збірної Австрії. Райнер виступав на позиції правого захисника, а Блум — лівого.
Під керівництвом тренера Йоганна Студнічки «Вієнна» у 1923 році стала четвертою у чемпіонаті, а уже за рік піднялась на срібний п'єдестал пошани, а ще за рік у 1925 році стала третьою. Крім пари захисників, провідними гравцями клубу тоді також були Роберт Сойферт, Карл Курц, Антонін Булла, Густав Чренка, Йозеф Горейс, Отто Гесс, а також молоді Фрідріх Гшвайдль і Леопольд Гофманн. Знову другою команда стала у 1926 році під керівництвом Ріхарда Кона. Також клуб двічі виходив до фіналу національного кубку у 1925 і 1926 роках, обидва рази поступаючись команді «Аматоре» (пізніше — «Аустрія») з рахунком 1:3 і 3:4 відповідно. У тому ж 1926 році головним тренером «Вієнни» став колишній нападник команди Фердинанд Фрітум, що керуватиме командою до 1935 року. Під його тренерським началом команда почала здобувати трофеї. У 1929 році «Вієнна» стала лише сьомою у чемпіонаті, але вперше у своїй історії здобула кубок Австрії. У вирішальній грі «Вієнна» перемогла «Рапід» з рахунком 3:2, завдяки голам Гібіша, Герольда і Гшвайдля. Завдяки перемозі у національному кубку, клуб дебютував у кубку Мітропи влітку 1929 року. В чвертьфіналі «Вієнна» перемогла чемпіона Угорщини «Хунгарію» (4:1 і 1:0), але у півфіналі поступилась чемпіону Чехословаччини «Славії» — 3:2, 2:4.
У 1930 році «Вієнна» посіла третє місце у чемпіонаті і вдруге поспіль перемогла у національному кубку. У фінальній грі команда Райнера перемогла з рахунком 1:0 «Аустрію» завдяки голу Фрідріха Гшвайдля на 77-й хвилині. Як володар кубка країни 1930 року, «Вієнна» взяла участь у двох міжнародних турнірах. На початку літа клуб зіграв у Кубку Націй, міжнародному турнірі, що відбувся влітку 1930 року в Женеві, організований місцевою командою «Серветт». Участь у Кубку Націй узяли діючі чемпіони або володарі кубків своїх країн, за винятком Іспанії. «Вієнна» перемогла швейцарський «Серветт» (7:0) і німецький «Фюрт» (7:1), у півфіналі поступилась чемпіону Чехословаччини «Славії» (1:3), а у матчі за третє місце вдруге переграла «Серветт» з рахунком 5:1. В липні Райнер також зіграв у кубку Мітропи, де його команда у першому раунді поступилась чехословацькій «Спарті» (1:2, 2:3).
У сезоні 1930/1931 «Вієнна» вперше у своїй історії завоювала титул чемпіона Австрії. Клуб на два очка випередив «Адміру» і на три «Рапід». На рахунку Райнера у тому сезоні участь в усіх 18 матчах чемпіонату, у яких він забив 1 гол. Основу «Ферст Вієнни» складали: воротар Карл Горешовський, захисники Карл Райнер і Йозеф Блум, півзахисники Леопольд Гофманн, Віллібальд Шмаус, Отто Каллер і Леонард Маху, нападники Антон Брозенбауер, Йозеф Адельбрехт, Фрідріх Гшвайдль, Густав Тегель, Леопольд Марат і Франц Ердль.
Переможно виступила команда і у кубку Мітропи 1931 року. Клуб завершив змагання зі стовідсотковим показником у вигляді шести перемог у шести матчах. В чвертьфіналі «Вієнна» перемогла угорський «Бочкаї» (3:0 і 4:0). У півфінальних матчах клуб двічі переміг італійську «Рому» 3:2 і 3:1. У фіналі кубка зійшли дві австрійських команди — чемпіон країни «Ферст Вієнна» і володар кубка ВАК, у складі якого виступав найсильніший австрійський воротар того часу Рудольф Гіден, а також інші австрійські зірки — Карл Сеста, Георг Браун, Гайнріх Мюллер та інші. У домашній грі «Вієнна» вирвала перемогу з рахунком 3:2 після автоголу захисника ВАКу Йоганна Бехера на 87-й хвилині гри. У матчі-відповіді команда Блума вдруге переграла суперника з рахунком 2:1 завдяки дублю у першому таймі нападника Франца Ердля.
Чемпіонат 1931/32 «Вієнна» завершила на другому місці, пропустивши вперед себе «Адміру». У кубку Мітропи клуб дістався півфіналу. В чвертьфіналі команда зустрічалась з угорським «Уйпештом». В першому матчі австрійці вдома перемогли 5:3, а матчі-відповіді досягнули прийнятного нічийного результату з рахунком 1:1. У півфіналі «Вієнна» зустрічалася з італійською «Болоньєю». Враховуючи те, що учасники другого півфіналу «Ювентус» (Турин) і «Славія» (Прага) були дискваліфіковані, переможець двобою між «Вієнною» і «Болоньєю» фактично ставав переможцем турніру. У першій грі в Італії господарі здобули перемогу з рахунком 2:0. У матч-відповіді у Відні нападник австрійців Франц Шенветтер відзначився голом на самому початку гри, але на більше команда не спромоглася, тому результат 1:0 на користь господарів приніс загальну перемогу італійській команді.
У сезоні 1932/33 «Ферст Вієнна» вдруге стала чемпіоном, а Райнер зіграв в усіх 22-ох матчах турніру. На початку змагань, зігравши лише три матчі, команду залишив капітан команди і незмінний партнер Карла по лінії захисту — Йозеф Блум. Капітанська пов'язка перейшла до Райнера, а його новим партнером у захисті став Віллібальд Шмаус, що раніше грав у півзахисті. У кубку Мітропи 1933 «Вієнна» у першому раунді поступилась за сумою двох матчів італійській «Амброзіані-Інтер» (1:0, 0:4). У наступних сезонах Карл стабільно виступав у основі клубу, з яким у чемпіонаті завоював «срібло» і ще  дві «брдві «бронзи». Виступав у матчах кубка Мітропи 1935, 1936 і 1937 років.
В 1937 році втретє в кар'єрі завоював кубок Австрії. Брав участь в усіх п'яти матчах турніру в тому числі у фіналі проти команди Вінер Шпорт-Клуб (2:0). Залишив команду після завершення сезону 1937-38. Всього на його рахунку 336 матчів і 6 голів у чемпіонаті Австрії, 53 матчі і 1 гол у національному кубку, 29 матчів (14 з яких у ролі капітана) у Кубку Мітропи.

## Виступи за збірну
1924 року дебютував в офіційних матчах у складі національної збірної Австрії у поєдинку проти збірної Угорщини (2:2).
Загалом у 1924—1935 роках зіграв у складі національної команди 36 матчів, у десяти був капітаном команди.
Також регулярно грав у складі збірної Відня. Враховуючи те, що всі найсильніші австрійські футболісти виступали у віденських клубах, збірна Відня була фактично тією ж збірною Австрії, тільки з більш розширеним списком гравців. І тренував команду той самий наставник — знаменитий Гуго Майсль.
| Дата       | Місто     | Господарі      | Результат | Гості          | Турнір                             | Голи | Примітки        |
| ---------- | --------- | -------------- | --------- | -------------- | ---------------------------------- | ---- | --------------- |
| 04/05/1924 | Будапешт  | Угорщина       | 2 – 2     | Австрія        | товариський матч                   | -    |                 |
| 20/05/1924 | Відень    | Австрія        | 4 – 1     | Румунія        | товариський матч                   | -    |                 |
| 14/09/1924 | Відень    | Австрія        | 2 – 1     | Угорщина       | товариський матч                   | -    |                 |
| 09/11/1924 | Відень    | Австрія        | 1 – 1     | Швеція         | товариський матч                   | -    |                 |
| 21/12/1925 | Барселона | Іспанія        | 2 – 1     | Австрія        | товариський матч                   | -    |                 |
| 22/03/1925 | Відень    | Австрія        | 2 – 0     | Швейцарія      | товариський матч                   | -    | 46'             |
| 19/04/1925 | Париж     | Франція        | 0 – 4     | Австрія        | товариський матч                   | -    |                 |
| 05/05/1925 | Відень    | Австрія        | 3 – 1     | Угорщина       | товариський матч                   | -    |                 |
| 24/05/1925 | Прага     | Чехословаччина | 3 – 1     | Австрія        | товариський матч                   | -    |                 |
| 05/07/1925 | Стокгольм | Швеція         | 2 – 4     | Австрія        | товариський матч                   | -    |                 |
| 10/07/1925 | Гельсінкі | Фінляндія      | 1 – 2     | Австрія        | товариський матч                   | -    |                 |
| 20/09/1925 | Будапешт  | Угорщина       | 1 – 1     | Австрія        | товариський матч                   | -    |                 |
| 27/09/1925 | Відень    | Австрія        | 0 – 1     | Іспанія        | товариський матч                   | -    |                 |
| 02/05/1926 | Будапешт  | Угорщина       | 0 – 3     | Австрія        | товариський матч                   | -    |                 |
| 10/10/1926 | Відень    | Австрія        | 7 – 1     | Швейцарія      | товариський матч                   | -    |                 |
| 07/11/1926 | Відень    | Австрія        | 3 – 1     | Швеція         | товариський матч                   | -    |                 |
| 10/04/1927 | Відень    | Австрія        | 6 – 0     | Угорщина       | товариський матч                   | -    |                 |
| 22/05/1927 | Відень    | Австрія        | 4 – 1     | Бельгія        | товариський матч                   | -    |                 |
| 29/05/1927 | Цюріх     | Швейцарія      | 1 – 4     | Австрія        | товариський матч                   | -    |                 |
| 18/09/1927 | Прага     | Чехословаччина | 2 – 0     | Австрія        | Кубок Центральної Європи 1927—1930 | -    |                 |
| 08/01/1928 | Брюссель  | Бельгія        | 1 – 2     | Австрія        | товариський матч                   | -    |                 |
| 11/11/1928 | Рим       | Італія         | 2 – 2     | Австрія        | товариський матч                   | -    |                 |
| 23/03/1930 | Прага     | Чехословаччина | 2 – 2     | Австрія        | товариський матч                   | -    | Капітан команди |
| 14/05/1930 | Відень    | Австрія        | 0 – 0     | Англія         | товариський матч                   | -    |                 |
| 01/06/1930 | Будапешт  | Угорщина       | 2 – 1     | Австрія        | товариський матч                   | -    |                 |
| 21/09/1930 | Відень    | Австрія        | 2 – 3     | Угорщина       | товариський матч                   | -    |                 |
| 13/09/1931 | Відень    | Австрія        | 5 – 0     | Німеччина      | товариський матч                   | -    |                 |
| 04/10/1931 | Будапешт  | Угорщина       | 2 – 2     | Австрія        | Кубок Центральної Європи 1931—1932 | -    |                 |
| 29/11/1931 | Базель    | Швейцарія      | 1 – 8     | Австрія        | Кубок Центральної Європи 1931—1932 | -    |                 |
| 02/10/1932 | Будапешт  | Угорщина       | 2 – 3     | Австрія        | товариський матч                   | -    | Капітан команди |
| 7/12/1932  | Лондон    | Англія         | 4 – 3     | Австрія        | товариський матч                   | -    | Капітан команди |
| 11/12/1932 | Брюссель  | Бельгія        | 1 – 6     | Австрія        | товариський матч                   | -    | Капітан команди |
| 12/02/1933 | Париж     | Франція        | 0 – 4     | Австрія        | товариський матч                   | -    | Капітан команди |
| 09/04/1933 | Відень    | Австрія        | 1 – 2     | Чехословаччина | товариський матч                   | -    | Капітан команди |
| 30/04/1933 | Будапешт  | Угорщина       | 1 – 1     | Австрія        | товариський матч                   | -    | Капітан команди |
| 11/06/1933 | Відень    | Австрія        | 4 – 1     | Бельгія        | товариський матч                   | -    | Капітан команди |
| 25/03/1934 | Женева    | Швейцарія      | 2 – 3     | Австрія        | Кубок Центральної Європи 1933—1935 | -    | Капітан команди |
| 6/10/1935  | Варшава   | Польща         | 1 – 0     | Австрія        | товариський матч                   | -    | Капітан команди |
| Усього     |           | Матчів         | 39        |                | Голів                              | 0    |                 |

### Статистика виступів за збірну Відня
| №  | Дата       | Місце проведення | Команда 1                   | Рахунок                                               | Команда 2                     | Голи  |
| -- | ---------- | ---------------- | --------------------------- | ----------------------------------------------------- | ----------------------------- | ----- |
| 1  | 25.12.1924 | Венеція          | Венеція (Італія)            | 1:6 [Архівовано 28 грудня 2019 у Wayback Machine.]    | Відень (Австрія)              |       |
| 2  | 07.07.1925 | Євле             | Єстрікланд (Швеція)         | 3:7 [Архівовано 12 серпня 2019 у Wayback Machine.]    | Вибір Австрії                 | пен.' |
| 3  | 12.07.1925 | Віборг           | Вибір Віборга (Данія)       | 0:8 [Архівовано 12 серпня 2019 у Wayback Machine.]    | Вибір Австрії                 |       |
| 4  | 14.07.1925 | Таллінн          | Вибір Талліна               | 1:2 [Архівовано 30 грудня 2019 у Wayback Machine.]    | Вибір Австрії                 |       |
| 5  | 03.04.1927 | Відень           | Вибір Відня                 | 3:1 [Архівовано 12 серпня 2019 у Wayback Machine.]    | «Пеньяроль»                   |       |
| 6  | 20.03.1927 | Братислава       | Братислава (Чехословаччина) | 1:7 [Архівовано 28 грудня 2019 у Wayback Machine.]    | Відень (Австрія)              |       |
| 7  | 25.09.1927 | Відень           | Відень (Австрія)            | 2:2 [Архівовано 28 грудня 2019 у Wayback Machine.]    | Будапешт (Угорщина)           |       |
| 8  | 15.01.1928 | Париж            | Париж (Франція)             | 0:3 [Архівовано 28 грудня 2019 у Wayback Machine.]    | Відень (Австрія)              |       |
| 9  | 06.05.1928 | Братислава       | Братислава (Чехословаччина) | 0:6 [Архівовано 8 вересня 2019 у Wayback Machine.]    | Відень (Австрія)              | пен.' |
| 10 | 06.01.1929 | Нюрнберг         | Південна Німеччина          | 5:0 [Архівовано 17 червня 2019 у Wayback Machine.]    | Відень (Австрія)              |       |
| 11 | 05.05.1929 | Загреб           | Загреб (Югославія)          | 2:1 [Архівовано 17 червня 2019 у Wayback Machine.]    | Відень (Австрія)              |       |
| 12 | 13.04.1930 | Відень           | Відень (Австрія)            | 3:0 [Архівовано 17 червня 2019 у Wayback Machine.]    | Південна Німеччина            |       |
| 13 | 11.04.1931 | Прага            | Прага (Чехословаччина)      | 2:5 [Архівовано 31 березня 2019 у Wayback Machine.]   | Відень (Австрія)              |       |
| 14 | 23.05.1931 | Кельн            | Кельн (Німеччина)           | 1:6 [Архівовано 31 березня 2019 у Wayback Machine.]   | Відень (Австрія)              |       |
| 15 | 01.05.1931 | Відень           | Вибір Відня                 | 4:1 [Архівовано 16 листопада 2019 у Wayback Machine.] | «Нюрнберг»/«Фюрт» (Німеччина) |       |
| 16 | 25.05.1931 | Дуйсбург         | Дуйсбург (Німеччина)        | 2:6 [Архівовано 31 березня 2019 у Wayback Machine.]   | Відень (Австрія)              |       |
| 17 | 24.01.1932 | Париж            | Париж (Франція)             | 1:5 [Архівовано 31 березня 2019 у Wayback Machine.]   | Відень (Австрія)              |       |
| 18 | 24.04.1932 | Дрезден          | Центральна Німеччина        | 1:4 [Архівовано 16 листопада 2019 у Wayback Machine.] | Австрія-Б                     |       |
| 19 | 22.05.1932 | Мюнхен           | Південна Німеччина          | 3:3 [Архівовано 9 червня 2019 у Wayback Machine.]     | Відень (Австрія)              |       |
| 20 | 17.09.1933 | Відень           | Відень (Австрія)            | 4:0 [Архівовано 18 лютого 2019 у Wayback Machine.]    | Прага (Чехословаччина)        |       |

### Статистика виступів у кубку Мітропи
| №                      | Розіграш               | Стадія                 | Дата та місце проведення | Команда 1              | Рахунок | Команда 2              | Голи та інші дії |
| ---------------------- | ---------------------- | ---------------------- | ------------------------ | ---------------------- | ------- | ---------------------- | ---------------- |
| 1                      | 1929                   | 1/4                    | 23.06.1929 Будапешт      | Хунгарія (Будапешт)    | 1:4     | Ферст Вієнна           |                  |
| 2                      | 1929                   | 1/4                    | 07.07.1929 Відень        | Ферст Вієнна           | 1:0     | Хунгарія (Будапешт)    |                  |
| 3                      | 1929                   | 1/2                    | 18.08.1929 Відень        | Ферст Вієнна           | 3:2     | Славія (Прага)         |                  |
| 4                      | 1929                   | 1/2                    | 28.08.1929 Прага         | Славія (Прага)         | 4:2     | Ферст Вієнна           |                  |
| 5                      | 1930                   | 1/4                    | 19.07.1930 Відень        | Ферст Вієнна           | 2:3     | Спарта (Прага)         |                  |
| 6                      | 1931                   | 1/4                    | 27.06.1931 Відень        | Ферст Вієнна           | 3:0     | Бочкаї (Дебрецен)      |                  |
| 7                      | 1931                   | 1/4                    | 5.07.1931 Будапешт       | Бочкаї (Дебрецен)      | 0:4     | Ферст Вієнна           |                  |
| 8                      | 1931                   | 1/2                    | 20.09.1931 Рим           | Рома (Рим)             | 2:3     | Ферст Вієнна           |                  |
| 9                      | 1931                   | 1/2                    | 24.09.1931 Відень        | Ферст Вієнна           | 3:1     | Рома (Рим)             |                  |
| 10                     | 1931                   | фінал                  | 8.11.1931 Цюрих          | Ферст Вієнна           | 3:2     | ВАК                    |                  |
| 11                     | 1931                   | фінал                  | 12.11.1931 Відень        | ВАК                    | 1:2     | Ферст Вієнна           |                  |
| 12                     | 1932                   | 1/4                    | 25.06.1932 Відень        | Ферст Вієнна           | 5:3     | Уйпешт (Будапешт)      |                  |
| 13                     | 1932                   | 1/4                    | 29.06.1932 Будапешт      | Уйпешт (Будапешт)      | 1:1     | Ферст Вієнна           |                  |
| 14                     | 1932                   | 1/2                    | 10.07.1932 Болонья       | Болонья                | 2:0     | Ферст Вієнна           |                  |
| 15                     | 1932                   | 1/2                    | 17.07.1932 Відень        | Ферст Вієнна           | 1:0     | Болонья                |                  |
| 16                     | 1933                   | 1/4                    | 26.06.1933 Відень        | Ферст Вієнна           | 1:0     | Амброзіана-Інтер       | Капітан команди  |
| 17                     | 1933                   | 1/4                    | 2.07.1933 Мілан          | Амброзіана-Інтер       | 4:0     | Ферст Вієнна           | Капітан команди  |
| 18                     | 1935                   | 1/8                    | 18.06.1935 Відень        | Ферст Вієнна           | 1:1     | Спарта (Прага)         | Капітан команди  |
| 19                     | 1935                   | 1/8                    | 22.06.1935 Мілан         | Спарта (Прага)         | 5:3     | Ферст Вієнна           | Капітан команди  |
| 20                     | 1936                   | 1/8                    | 20.06.1936 Будапешт      | Хунгарія (Будапешт)    | 0:2     | Ферст Вієнна           | Капітан команди  |
| 21                     | 1936                   | 1/8                    | 28.06.1936 Відень        | Ферст Вієнна           | 5:1     | Хунгарія (Будапешт)    | Капітан команди  |
| 22                     | 1936                   | 1/4                    | 5.07.1936 Відень         | Ферст Вієнна           | 2:0     | Амброзіана-Інтер       | Капітан команди  |
| 23                     | 1936                   | 1/4                    | 12.07.1936 Мілан         | Амброзіана-Інтер       | 4:1     | Ферст Вієнна           | Капітан команди  |
| 24                     | 1937                   | 1/8                    | 13.06.1937 Відень        | Ферст Вієнна           | 2:1     | Янг Фелловз            | Капітан команди  |
| 25                     | 1937                   | 1/8                    | 27.06.1937 Цюрих         | Янг Фелловз            | 1:0     | Ферст Вієнна           | Капітан команди  |
| 26                     | 1937                   | 1/8 перегравання       | 29.06.1937 Цюрих         | Янг Фелловз            | 0:2     | Ферст Вієнна           | Капітан команди  |
| 27                     | 1937                   | 1/4                    | 4.07.1937 Будапешт       | Ференцварош (Будапешт) | 2:1     | Ферст Вієнна           | Капітан команди  |
| 28                     | 1937                   | 1/4                    | 11.07.1937 Відень        | Ферст Вієнна           | 1:0     | Ференцварош (Будапешт) | Капітан команди  |
| 29                     | 1937                   | 1/4 перегравання       | 14.07.1937 Будапешт      | Ференцварош (Будапешт) | 2:1     | Ферст Вієнна           | Капітан команди  |
| Всього у кубку Мітропи | Всього у кубку Мітропи | Всього у кубку Мітропи | Всього у кубку Мітропи   | Всього у кубку Мітропи | 29      |                        | 0                |

## Титули і досягнення
- Володар Кубка Мітропи (1):

«Вієнна» (Відень): 1931
- Чемпіон Австрії (2):

«Вієнна» (Відень): 1930–1931, 1932–1933
- Срібний призер чемпіонату Австрії (4):

«Вієнна» (Відень):1924, 1926, 1932, 1936
- Бронзовий призер чемпіонату Австрії (5):

«Вієнна» (Відень): 1925, 1928, 1930, 1935, 1937
- Володар Кубка Австрії (3):

«Вієнна» (Відень): 1929, 1930, 1937
- Фіналіст Кубка Австрії (2):

«Вієнна» (Відень): 1925, 1926, 1936
- Третє місце Кубка Націй (1):

«Вієнна» (Відень): 1930
- Переможець Кубка Центральної Європи (1):

Австрія: 1931–1932
- 2-е місце Кубка Центральної Європи (1):

Австрія: 1927–1930